# Postacie instant Davida Černego
Postacie instant – grupa instalacji artystycznych autorstwa czeskiego artysty Davida Černego.
Grupa postaci do samodzielnego składania została po raz pierwszy wystawiona w Pradze w 1993, a wkrótce potem w Ronald Feldman Gallery w Nowym Jorku. Najbardziej kontrowersyjnym modelem był Syn Boży – model do sklejania – rzeźba ukrzyżowanego Jezusa Chrystusa w wymiarze 2x2 metry, która została zakupiona przez Muzeum Sztuki Nowoczesnej w San Diego. Oprócz tego artysta wykonał Ewę, Adama, Gwiazdę Rocka, Stojącego Artystę, czy Martwą Zgwałconą Kobietę instant. Specjalnie, podczas pobytu w USA, zaproponował jeszcze rzeźbę George Washington instant dla każdego amerykańskiego miasta. Wszystkie te rzeźby przedstawiały osobno części danej postaci, podobnie jak części modeli okrętów lub samolotów do sklejania. Rzeźby Chrystusa nie pokazano podczas wystawy SHADOWS OF HUMOR / przykra sprawa CzeSka wystawa w 2006 we Wrocławiu, ograniczając się tylko do Adama i Ewy, obawiając się kontrowersji religijnych.